# Aqshī (ort i Kazakstan)
Aqshī är en ort i Kazakstan.   Den ligger i oblystet Almaty, i den sydöstra delen av landet, 900 km söder om huvudstaden Astana. Aqshī ligger 505 meter över havet och antalet invånare är 5 646.
Terrängen runt Aqshī är huvudsakligen platt. Aqshī ligger nere i en dal.  Trakten runt Aqshī är nära nog obefolkad, med mindre än två invånare per kvadratkilometer. Trakten runt Aqshī består i huvudsak av gräsmarker.